# Моро (Орегон)
Моро (англ. Moro) — місто (англ. city) в США, в окрузі Шерман штату Орегон. Населення — 367 осіб (2020).

## Географія
Моро розташоване за координатами 45°29′2″ пн. ш. 120°44′0″ зх. д. / 45.48389° пн. ш. 120.73333° зх. д. (45.483810, -120.733355).  За даними Бюро перепису населення США в 2010 році місто мало площу 1,26 км², уся площа — суходіл.

### Клімат
| Клімат : Моро           | Клімат : Моро | Клімат : Моро | Клімат : Моро | Клімат : Моро | Клімат : Моро | Клімат : Моро | Клімат : Моро | Клімат : Моро | Клімат : Моро | Клімат : Моро | Клімат : Моро | Клімат : Моро | Клімат : Моро |
| Показник                | Січ.          | Лют.          | Бер.          | Квіт.         | Трав.         | Черв.         | Лип.          | Серп.         | Вер.          | Жовт.         | Лист.         | Груд.         | Рік           |
| Абсолютний максимум, °C | 20,0          | 20,0          | 23,9          | 31,7          | 37,8          | 40,6          | 43,9          | 41,1          | 37,8          | 31,1          | 22,2          | 18,3          | 43,9          |
| Середній максимум, °C   | 4,1           | 6,7           | 11,2          | 14,7          | 19,1          | 23,2          | 28,2          | 28,0          | 23,7          | 16,6          | 8,6           | 3,2           | 15,6          |
| Середній мінімум, °C    | −3,2          | −2,3          | 0,2           | 2,3           | 5,9           | 9,0           | 12,3          | 11,9          | 7,9           | 2,9           | −0,6          | −3,9          | 3,5           |
| Абсолютний мінімум, °C  | −30           | −26,7         | −16,1         | −7,8          | −7,8          | −2,8          | 1,1           | −0,6          | −6,1          | −13,9         | −22,8         | −28,9         | −30           |
| Норма опадів, мм        | 38            | 28            | 25            | 23            | 25            | 16            | 6             | 6             | 13            | 25            | 40            | 42            | 287           |
| Днів з опадами          | 12            | 10            | 10            | 9             | 8             | 5             | 3             | 2             | 4             | 7             | 13            | 12            | 92            |
| Днів зі снігом          | 4             | 2             | 0             | 0             | 0             | 0             | 0             | 0             | 0             | 0             | 1             | 4             | 10            |
| ----------------------- | ------------- | ------------- | ------------- | ------------- | ------------- | ------------- | ------------- | ------------- | ------------- | ------------- | ------------- | ------------- | ------------- |
| Джерело: NOAA           |               |               |               |               |               |               |               |               |               |               |               |               |               |

## Демографія
Згідно з переписом 2010 року, у місті мешкали 324 особи в 149 домогосподарствах у складі 86 родин. Густота населення становила 257 осіб/км².  Було 163 помешкання (129/км²).
Расовий склад населення:
| - 92,6 % — білих - 3,1 % — корінних американців - 2,8 % — осіб інших рас |

До двох чи більше рас належало 1,5 %. Частка іспаномовних становила 4,0 % від усіх жителів.
За віковим діапазоном населення розподілялося таким чином: 19,4 % — особи молодші 18 років, 55,0 % — особи у віці 18—64 років, 25,6 % — особи у віці 65 років та старші. Медіана віку мешканця становила 48,1 року. На 100 осіб жіночої статі у місті припадало 89,5 чоловіків;  на 100 жінок у віці від 18 років та старших — 86,4 чоловіків також старших 18 років.
Середній дохід на одне домашнє господарство  становив 38 214 долари США (медіана — 30 417), а середній дохід на одну сім'ю — 46 966 доларів (медіана — 32 308). Медіана доходів становила 51 250 доларів для чоловіків та 23 750 доларів для жінок. За межею бідності перебувало 23,6 % осіб, у тому числі 19,3 % дітей у віці до 18 років та 6,1 % осіб у віці 65 років та старших.
Цивільне працевлаштоване населення становило 139 осіб. Основні галузі зайнятості: освіта, охорона здоров'я та соціальна допомога — 28,1 %, роздрібна торгівля — 24,5 %, сільське господарство, лісництво, риболовля — 8,6 %, будівництво — 7,9 %.